# 小行星27960
小行星27960（27960 Dobiáš）是一颗绕太阳运转的小行星，为主小行星带小行星。该小行星于1997年9月发现。

## 轨道参数
小行星27960的轨道半长轴为402 389 831 km，2.6897716 UA，离心率为0.166。